# Боштедт
Боштедт (нем. Boostedt) — община в Германии, в земле Шлезвиг-Гольштейн. 
Входит в состав района Зегеберг.  Население составляет 4633 человека (на 31 декабря 2010 года). Занимает площадь 27,11 км².